# スラバ (時計メーカー)
スラバ（ロシア語:Cлаваスラーヴァ:「栄光」という意味）はロシアの時計製造メーカーの一つで、第2モスクワ時計工場としてソビエト連邦政府により創設された（ちなみに第1モスクワ時計工場はポレオット社）。ミリタリー色を排した安価な市民用の時計を製造していた。
日本ではスラバの時計として売っているショップはほとんどないが、ソ連時代のスローガンが書かれた時計として売られているのをまれに見る。
初期のスラバのムーブメントは古い戦前のフランス製ムーブメントであるT-15をライセンス生産していた。現在はロシア製ムーブメントを使用しているが、ソビエト連邦の崩壊以後、一部のムーブメントを中国から輸入している。
2006年1月にスラバの工場と権利が部門ごとに小売され、今後もロシアのブランドでいられるかは不明である。